# کریستیان توتونجیان د وارتاوان
کریستیان توتونجیان د وارتاوان (ارمنی: Քրիստիան Անդրանիկի Թյութունջյան؛ فرانسوی: Christian Tutundjian de Vartavan‎؛ زاده ۲۷ ژانویهٔ ۱۹۶۵) مصرشناسی، باستان‌مردم‌گیاه‌شناسی و فیلسوف اهل ارمنستان است.

## زندگی‌نامه
وی در ۲۷ ژانویهٔ ۱۹۶۵ در پاریس به دنیا آمد و از کالج دانشگاهی لندن فارغ‌التحصیل شد. 

## یادداشت
1. ↑  կենսաբանական գիտությունների դոկտոր